# Trest smrti v Mosambiku
Trest smrti v Mosambiku byl zrušen v roce 1990. Poslední poprava byla v Mosambiku vykonána v roce 1986. Mosambik v letech 2007, 2008, 2010, 2012, 2014, 2016, 2018 a 2020 hlasoval pro moratorium OSN na trest smrti a také 21. července 1993 přistoupil k Druhému opčnímu protokolu Mezinárodního paktu o občanských a politických právech.